# Emil Krafth
Emil Henry Kristoffer Krafth (Estocolmo, Suecia, 2 de agosto de 1994) es un futbolista sueco que juega de defensa para el Newcastle United F. C. de la Premier League. También lo hace para la selección de fútbol de Suecia.

## Trayectoria
Krafth comenzó su carrera en el Lagan AIK, y de a poco tomó relevancia en el primer equipo. Luego de esto pasó al Östers IF, debutando en dicho equipo contra el GIF Sundsvall.
En junio de 2011 recibió el premio como el mejor jugador del mes.[cita requerida]
El 10 de enero de 2012 el Helsingborg confirmó su contratación, debutando allí el 27 de abril del mismo contra el Mjällby AIF.
En agosto de 2015 fichó por el Bologna de Italia. Debutó en la Serie A el 24 de octubre de 2015 en una victoria por 2-1 sobre Carpi. Jugaba al lado de su compatriota Filip Helander, además del argentino Rodrigo Palacio.
El 7 de agosto de 2018 el Amiens S. C. hizo oficial su incorporación cedido por una temporada con opción de compra. En junio de 2019 se hizo efectiva dicha opción.
El 8 de agosto de 2019 el Newcastle United F. C. hizo oficial su fichaje para las siguientes cuatro temporadas.

## Selección nacional
El 6 de junio de 2012 al debutar ante Malta, se convirtió en la quinta persona más joven en jugar en la selección sueca sub-21, con tan solo 17 años y 309 días.

## Vida privada
Desde su infancia ha sido seguidor del Manchester United.

## Clubes
| Club                   | País       | Año       | Partidos | Goles |
| ---------------------- | ---------- | --------- | -------- | ----- |
| Lagans AIK             | Suecia     | 2010      | 11       | 3     |
| Östers IF              | Suecia     | 2011      | 26       | 0     |
| Helsingborgs IF        | Suecia     | 2012-2015 | 93       | 3     |
| Bologna F. C. 1909     | Italia     | 2015-2019 | 45       | 1     |
| Amiens S. C.           | Francia    | 2018-2019 | 36       | 1     |
| Newcastle United F. C. | Inglaterra | 2019-act. | 103      | 1     |

## Palmarés

### Títulos nacionales
| Título          | Club                   | País       | Año  |
| --------------- | ---------------------- | ---------- | ---- |
| Copa de la Liga | Newcastle United F. C. | Inglaterra | 2025 |